# 红日 (小说)

中国青年出版社版本封面

《紅日》是1959年中國作家吳強出版的小說，約8萬餘字，描寫孟良崮戰役，此役中國人民解放軍全殲張靈甫率领的国民政府精銳軍團整編七十四師。1947年5月17日，吳强亲眼目睹了张灵甫的屍體被解放军战士从山上抬下来，他開始想写一部长篇小说，也就是日後的《紅日》。
本書一開始以1946年二次涟水战役作為起點，當時國軍勝利，攻占涟水，人民解放军被迫撤退。後來解放军在莱芜、孟良崮兩次戰役中，逐漸逆轉戰局，孟良崮戰場上經過四晝夜的搏殺，最後全殲精銳軍團整編七十四師。

## 评价
有專家表示，《紅日》過份美化張靈甫，又貶低華東野戰軍軍长沈振新。沈振新在涟水战役中並沒有慘敗，也沒有和女战士黎青發生戀情。當時的指挥员粟裕曾说：“整编第74师被我军阻住六塘河以南，无法救出整编第69师，从南线保障了宿北战役的进行。”

## 改编作品
《紅日》曾改為成劇本，拍成电影和連續劇。电视剧中由李幼斌饰演张灵甫。